# 地中海中央理工学院
地中海中央理工学院(法语：ENSSPICAM)，前身为马赛中央理工学院（法语：École Centrale de Marseille），是位于法国第二大城市马赛的一所领先的工程研究生院（或“Grande école”）。
地中海中央学院成立于2006年，由之前的不同机构合并而成，起源于1891年成立的马赛理工学院。作为后者的继承学校，它是法国最古老的高等工程学院之一，也是法国最好的工程学院之一。
它是著名的中央理工学院之一（巴黎、里昂、里尔、南特、马赛），也是TIME（欧洲顶级工业经理人）网络的成员。
自成立以来，地中海中央理工学院培养了技能娴熟、多才多艺的工程师（称为“中央工程师”），这些工程师自2004年以来通过与其他中央研究生院共享的全国性竞争激烈的考试招募。

## 历史

### 十九世纪马赛港口产业的发展
自从十九世纪中叶以来，马赛商贸公会（la chambre de commerce de Marseille）在区域产业的扩张中发现了不断增长的对工程师（机械技师）的需求 。第一时间，商贸工会支持并资助建立了普罗旺斯地区艾克斯工程技术学校(l'École d'arts et métiers à Aix-en-Provence)，然而它并没有完全满足一个港口城市对工程师的需求。“十九世纪的港口是工程师的港口。”从中可见对有能力为了商贸工会的利益着手进行港口扩张的工程师的地区性专业教育的需求，正如在巴黎起家的高等路桥学院(Corps des Ponts et Chaussées)一样。

### 1891年马赛工程师学校的创立
在由时任马赛市长Félix Baret所主持的“高等教育赞助委员会”的推动下，马赛工程师学校于1981年成立。其创始董事为马赛科学大学的物理教授Jules Macé de Lepinay，律师、马赛市长助理Ernest Marguery。巴黎中央理工出身的制造工程师Louis Ostrowsky担任学校创始校长。1891年9月12日，一个灵感来源于巴黎中央理工学院的协议被正式通过，标志着学校的正式诞生。协议精神为“创立一个为所有工业部门培养工程师的高科技教育部门”。

### 从马赛工程师学校（EIM）到马赛中央理工学院（ECM）的变迁
自从1891年马赛工程师学校（EIM）的创立，到2003年马赛通用工程师学校（EGIM）的创立，再到2006年马赛中央理工学院（ECM）的创立，马赛的工程师学校从未停止过对时代的适应，尤其是通过重组的方法实现了发展壮大。
1972年，马赛工程师学院（EIM）与马赛工业电力学院（EEIM）、马赛无线电电气学院（EEIM）合并，成立马赛高等工程师学院（ESIM）。
2003年，得益于3个国立高等工程师学院()的合并，马赛通用工程师学校（EGIM）被正式创建。被合并的三所学校是：
- 国立马赛高等物理学院 ()，成立于1959年。
- 国立埃克斯-马赛高等化工学院()，其本身是在1989年由马赛高等化学学院(ESCM, 1909)与高等工程、石油化学与工业有机合成学院（ESIPSOI，1959）合并而来。
- 马赛高等机械学院()，创建于1991年。

2004年，马赛高等工程师学院（ESIM）加入马赛通用工程师学校（EGIM）。2006年9月23日，合并后的学校被正式称为Centrale Marseille，即马赛中央理工学院。
马赛中央学院扮演着双重角色。一方面，得益于前身学校实验室的整合，其能开展科学研究；另一方面，由于部分前身学校受到马赛工商业委员会的管理，其又能与企业界保持紧密的、优先的联系。
第一届马赛中央理工人（Centralienne）于2006年底被授予工程师文凭。马赛中央理工学院被认为是多年来各界致力于在马赛建立一个拥有大量教授与实验室的工程师大学校的结果。

### 近期历史

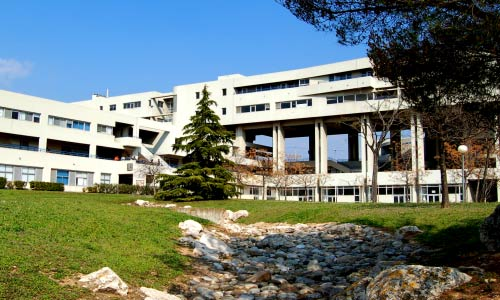
马赛中央理工学院教学大楼

2010年，马赛中央理工学院与普罗旺斯地区艾克斯企业管理研究员()签署战略合作协议，共同在普罗旺斯-阿尔卑斯-蓝色海岸大区打造一个在国际层面进行管理的科学中心 。
2010年，在“法兰西基金会”（法语：la Fondation de France）的主持下，马赛中央理工学院加入“中央理工创新基金会”（法语：la Fondation Centrale Initiative） ，从而与里尔中央理工学院以及南特中央理工学院建立联系。
2010年，马赛中央理工学院加入里昂中央理工学院与南特中央理工学院所在的“中央理工创新组织”（法语：Centrale Innovation）。此组织为几所中央理工共同拥有的一个促进高校研究成果产业化的机构。
2012年，马赛中央理工学院与“欧洲地中海商学院”一同创立了一个MBA研究主题：“复杂性，创新与风险管理”。此商学院日后与波尔多商学院合并成立了KEDGE高等商学院。

## 教学

### 生源选拔
学生可以通过多种渠道进入马赛中央理工学院学习，但其中很大一部分是来自工程师大学校预科班（}）。自2004年以来，马赛中央理工学院通过与其他中央理工共享的“中央理工-高电入学选拔考试”来选拔这些预科班的学生。另外，学院亦通过考试选拔来自法国大学的学生以及通过双学位文凭协议招收外国学生。

### 学生培养
与其他几所中央理工学院一样，马赛中央理工亦致力于培养通用工程师，教学上力求学生掌握多个学科的基本知识。2007年，随着合并的完成学校逐渐稳定下来，管理层考虑在通用工程师培养的基础上加深学生对某一个领域的认识。借鉴其他中央理工经验所制定的现行的培养方案被首先应用于2009年入学的学生上。培养方案规划了在校三年（共六个学期）学生的发展轨迹。

#### 第一阶段：通用知识与学科基本能力的培养
在前三个学期，学生专注于学习各学科基础知识、经管科学、以及语言的学习。这些课程目的在于培养学生的基本科学与工程素养，并令其掌握必须的工程管理知识，追求广度，对课程深度则要求不高。此阶段三个学期课程列表如下所示（由于把学生在预科班所度过的四个学期也计算在内，故在马赛中央理工的第一学期被称为S5（Semestre 5），以此类推）。
- S5课程列表[8]

本学期没有选修课，所有学生按照如下列表上课：
| 课程名（法语）                               | 课程名（中文）   | 总课时 | 学分 |
| -------------------------------------------- | ---------------- | ------ | ---- |
| Langues et Cultures Internationales 1        | 语言1            | 40     | 3    |
| Mathématiques 1                              | 数学1            | 45     | 3    |
| Introduction à l’algorithmique               | 算法导论         | 21     | 3    |
| Mécanique Génie des Procédés 1               | 力学与过程科学1  | 55     | 4    |
| Structure et propriétés moléculaires         | 分子结构及其性质 | 48     | 3    |
| Physique quantique                           | 量子物理         | 30     | 3    |
| Des ondes aux Images                         | 光学             | 45,5   | 3    |
| Électronique                                 | 电子学           | 37     | 3    |
| Systémique et management intégré             | 管理学           | 30     | 3    |
| Activités physique, sportives et artistiques | 文体课           | 15     | 1    |
| -                                            | 合计             | 366.5  | 30   |

- S6课程列表[9]

本学期学生可从传感器，图像处理，数学建模，空气动力学，结构力学，射频，物理优化，人工智能等课程中选两门选修课。课程列表如下：
| 课程名（法语）                               | 课程名（中文）  | 总课时 | 学分 |
| -------------------------------------------- | --------------- | ------ | ---- |
| Langues et Cultures Internationales 2        | 语言1           | 40     | 3    |
| Mathématiques 2                              | 数学2           | 30     | 2    |
| Modélisation et conception objet             | 面向对象编程    | 21     | 2    |
| Théorie du signal et de l’information        | 信号与系统      | 40     | 3    |
| Mécanique Génie des Procédés 2               | 力学与过程科学2 | 59.5   | 4    |
| Réactivité moléculaire                       | 分子反应        | 48.5   | 4    |
| Physique statistique                         | 统计物理        | 30     | 2    |
| Économie et gestion                          | 经济与会计      | 40.5   | 3    |
| Management de projet 1                       | 项目管理1       | 15     | 1    |
| Projet transverse                            | 项目实践        | 30     | 3    |
| Activités physique, sportives et artistiques | 文体课          | 15     | 1    |
| Options (2 Unités d’Enseignement à choisir)  | 选修课（两门）  | 48     | 3    |
| Stages 1A                                    | 一年级实习      | -      | 2    |
| -                                            | 合计            | 412.5  | 30   |

- S7课程列表[10]

本学期学生需自选五门选修课（包括了力学，电子学，光子学，信息技术，生化技术，应用数学，以及经济金融几个大类）共10学分。另外20学分必修课列表如下：
| 课程名（法语）                               | 课程名（中文）       | 总课时 | 学分 |
| -------------------------------------------- | -------------------- | ------ | ---- |
| Langues et Cultures Internationales 3        | 语言3                | 40     | 3    |
| Mathématiques 3                              | 数学3                | 30     | 2    |
| Stockage et traitement des données           | 数据存储与处理       | 20.5   | 2    |
| Automatique des systèmes linéaires           | 线性系统的自动化控制 | 20.5   | 2    |
| Sciences humaines et sociales                | 人类学与社会学       | 29.5   | 2    |
| Management de projet 2                       | 项目管理2            | 14     | 1    |
| Projet transverse                            | 项目实践             | 90     | 6    |
| Activités physique, sportives et artistiques | 文体课               | 15     | 1    |
| -                                            | 合计                 | 270    | 20   |

- S8课程列表[11]

本学期学生需選擇一门專題課程。可選之課程領域如下：
| 课程名（法语）                                 | 课程名（中文）     | 总课时 | 学分 |
| ---------------------------------------------- | ------------------ | ------ | ---- |
| Bio-ingeniérie                                 | 生物工程           | 300    | 30   |
| Dynamique, mutation et crises                  | 数学               | 300    | 30   |
| Energie Durable                                | 永續能源           | 300    | 30   |
| Environnement et développement durable         | 環境與永續發展     | 300    | 30   |
| Sciences de l'information et société numérique | 資訊科學與數位社會 | 300    | 30   |
| -                                              | 合计               | 270    | 20   |

法国学生需学习英语与一门小语种；留学生第一年学习法语，第二年学习英语与法语。占据约10%课时。所有学生均需在TOEIC考试中获取850分以上成绩（或在托福等替代考试中取得相应成绩），才可被授予工程师文凭。双学位留学生还需至少通过法语B2水平考试。

#### 实习
为增强对企业的了解，以做到学以致用，学生的实习是强制性的。当然，如果选择gap year或者到国外攻读双学位，可以执行替代性的方案。
一年级暑假学生必须到企业进行至少4周的工人水平上实习；二年级暑假必须进行至少8周技师水平上的实习；三年级则必须进行至少6个月助理工程师水平上的实习。

## 国际交流

### 和中国的交流

#### 北航中法工程师学院
北航中法工程师学院()是中央理工学院联合体的一部分。完成了国内三年的学习后，部分优秀的学生会前往马赛中央理工学院继续两年的学习。

#### 中法4+4项目
中法4+4项目是中国的清华大学、上海交通大学、西安交通大学、北京交通大学西南交通大学和浙江大学与法国里昂中央理工、里尔中央理工、巴黎中央理工、南特中央理工和马赛中央理工大学中方六所，法方五所高校之间的交换项目
该项目受到法方埃菲尔奖学金和中方国家留学基金委员会的支持。